# Kościół św. Bartłomieja w Staszowie
Kościół pw. św. Bartłomieja w Staszowie (staszowska fara) – kościół rzymskokatolicki pod wezwaniem św. Bartłomieja ulokowany w Staszowie w diecezji sandomierskiej.

## Historia
Istnienie pierwszej drewnianej świątyni datuje się na początek XIII w. Drewniany kościół został spalony przez najazd Tatarów w 1241 roku. Na jego miejsce w latach 1342–1343 wybudowano murowany, w stylu gotyckim. Fundatorką kościoła była Dorota Tarnowska, dziedziczka Staszowa. W 1345 r. świątynię konsekrował Jan Grot ze Słupowa, biskup krakowski. 
Kościół zwrócony jest głównym wejściem na zachód, ołtarzem na wschód. Od strony zachodniej w 1610 r., staraniem Gabriela Tęczyńskiego, dobudowano wieżę na planie kwadratu. Poniżej gzymsu koronującego wieżę umieszczono astragal wykonany techniką sgraffito. Kolejna przebudowa fary miała miejsce w 1625 r., kiedy to wykonano nowe sklepienia i podziały oraz zmieniono wnętrze. Ołtarz główny jest późnobarokowy, z Ukrzyżowanym Chrystusem, a na zasuwie z wizerunkiem świętego Bartłomieja. W 1657 r. kościół zdewastowały wojska siedmiogrodzkie i kozackie Jerzego II Rakoczego. W latach 1770–1780 nastąpiła kolejna przebudowa wnętrza kościoła.

### Kaplica Matki Boskiej Różańcowej
Jeden z najcenniejszych zabytków sakralnych Staszowa. W latach 1610–1625 (data orientacyjna), dzięki Katarzynie z Leszczyńskich Tęczyńskiej, wzniesiono od strony północnej kaplicę Matki Bożej Różańcowej zwaną też kaplicą Tęczyńskich. Ta nagrobna kaplica reprezentuje umiarkowany nurt manieryzmu zwany krakowsko-pińczowskim, nawiązujący do tradycji Santi Gucciego. Kaplica zbudowana jest na rzucie kwadratu, nakryta kopułą z latarnią, na zewnątrz ośmioboczna, wewnątrz kolista. Wrażenie wysokiego sklepienia potęgowane jest przez lekkie nachylenie ścian do środka. W głównym, późnobarokowym ołtarzu kaplicy pochodzącym z drugiej połowy XVIII w., umieszczonym naprzeciwko wejścia, znajduje się obraz olejny na płótnie Matki Boskiej Różańcowej z Dzieciątkiem. Z zewnątrz kaplica pokryta jest pasami boniowania z piaskowca. Kaplicę wspólnie ufundowali Andrzej i Katarzyna Tęczyńscy, w ich zamyśle kaplica ta miała pełnić funkcję kaplicy grobowej. Renowacja kaplicy przeprowadzona została w latach 2005-2006.

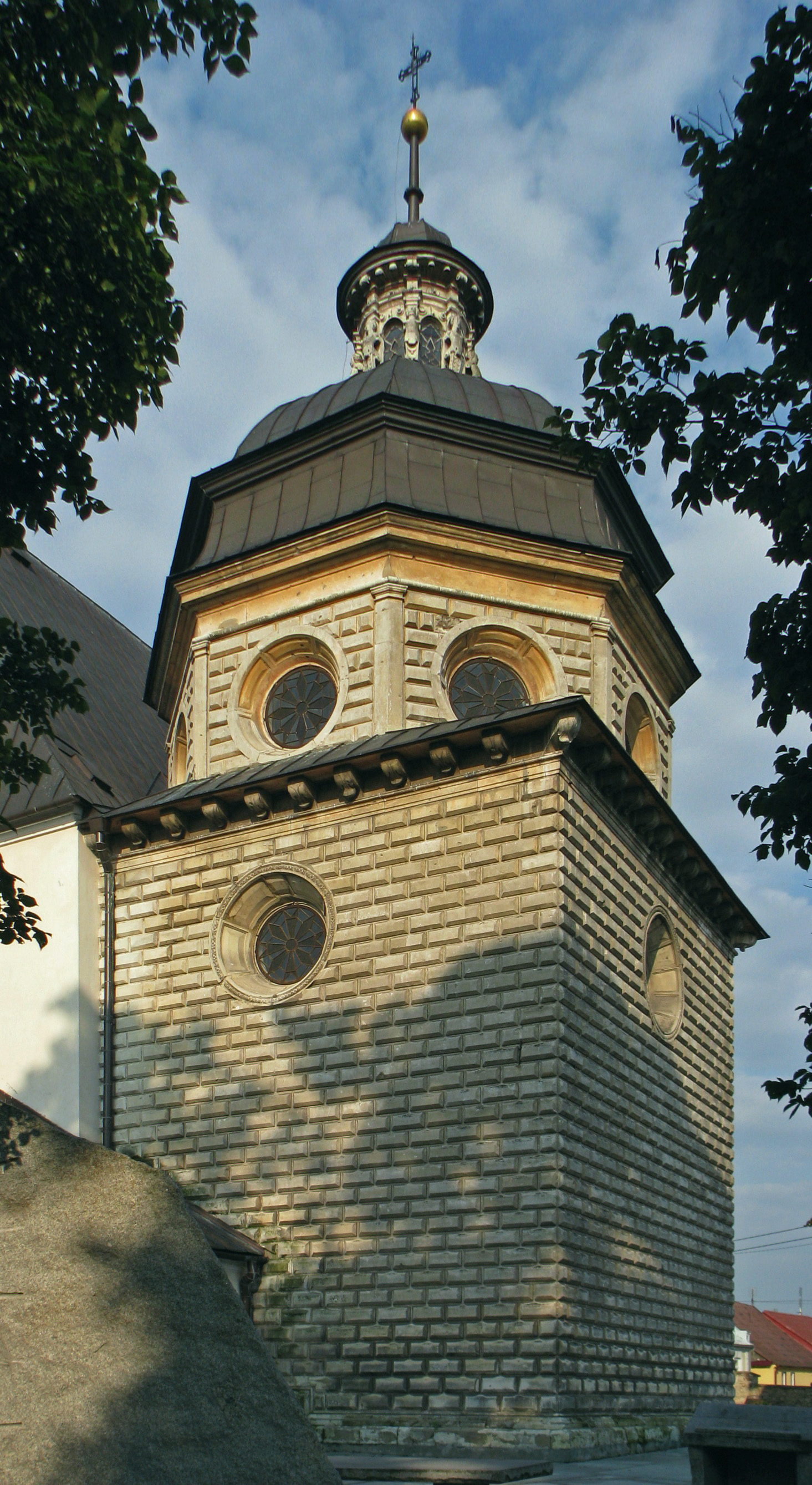
Kaplica z zewnątrz
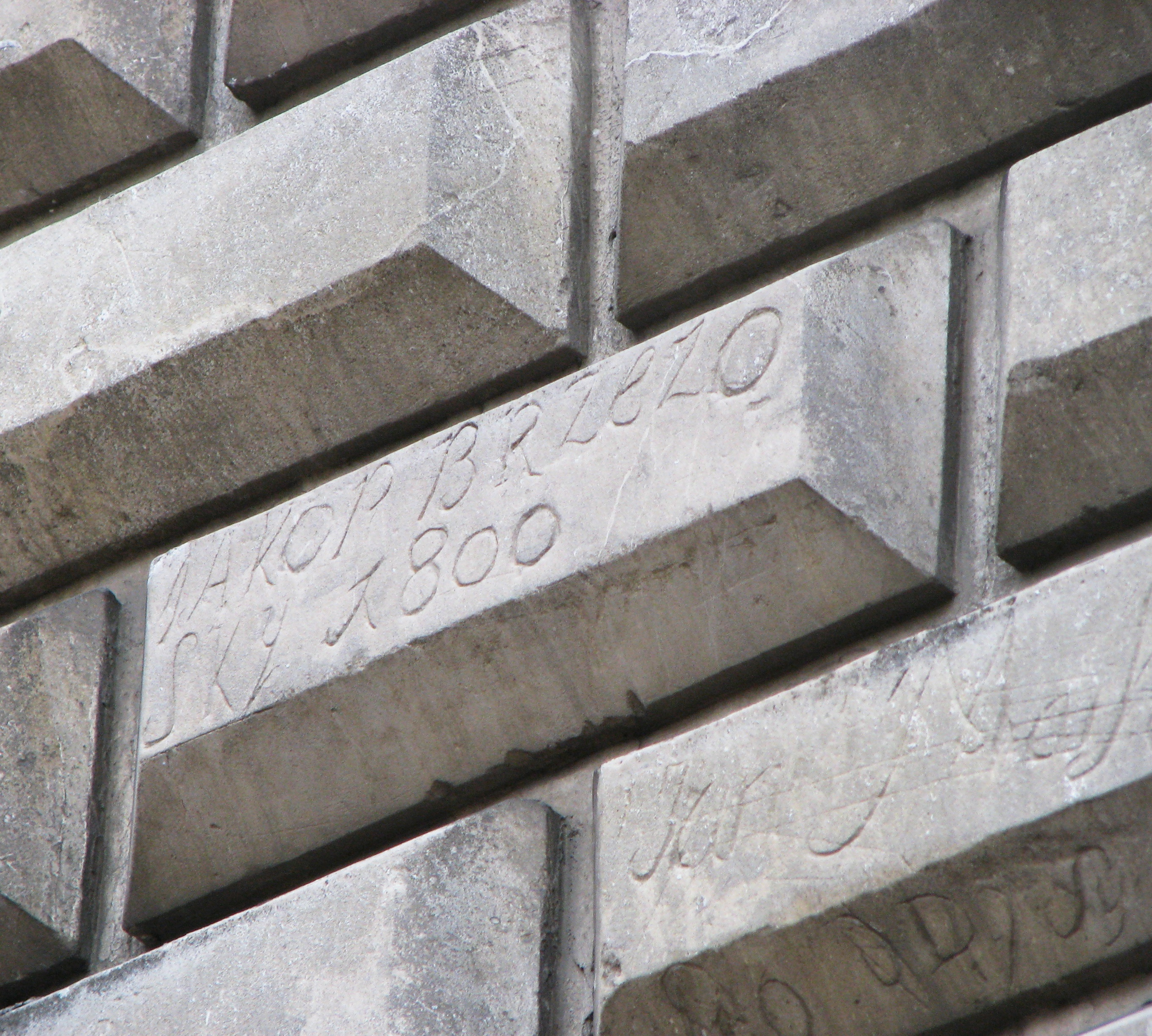
Boniowanie zewnętrznej ściany kaplicy
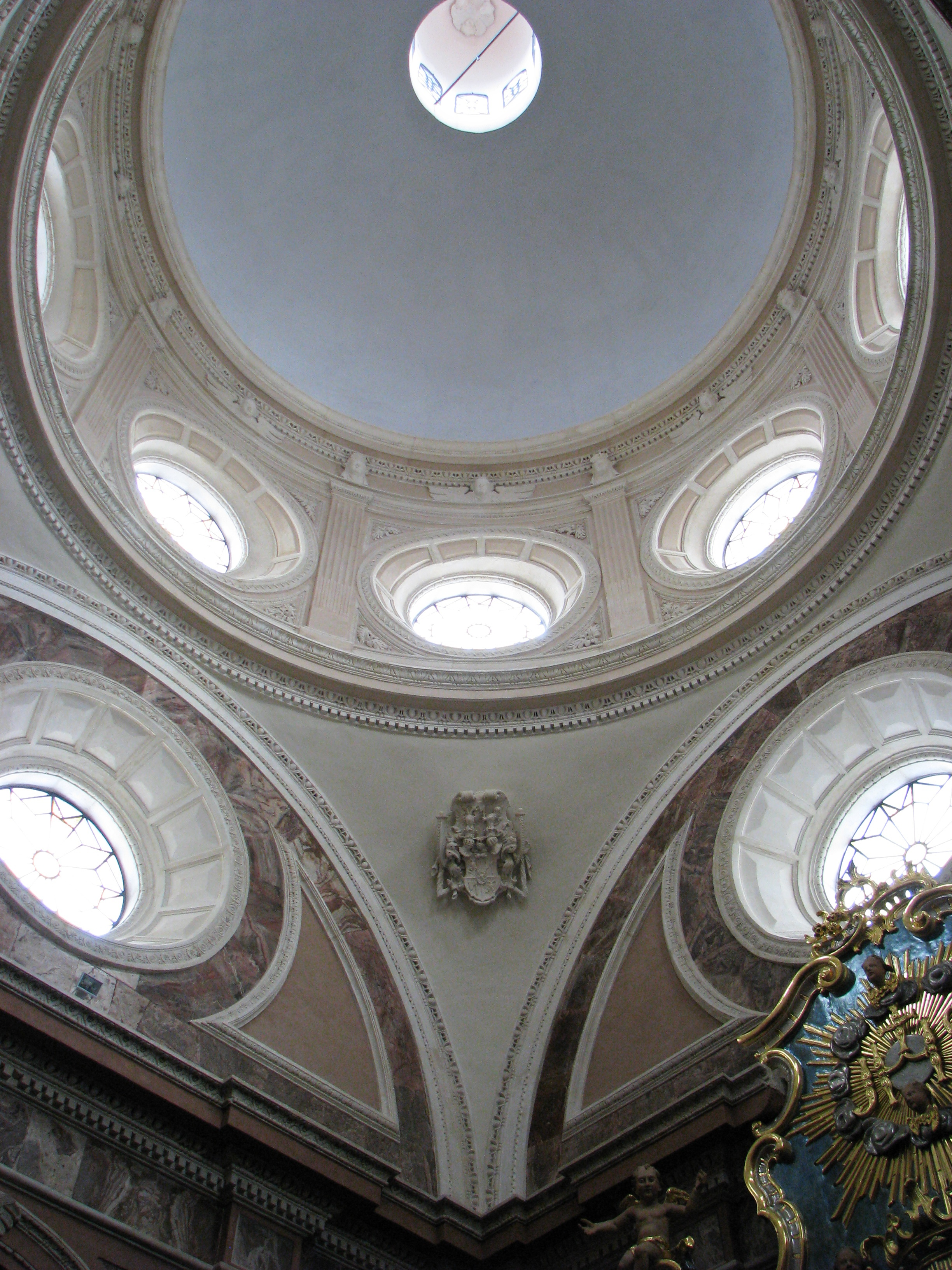
Sklepienie kaplicy
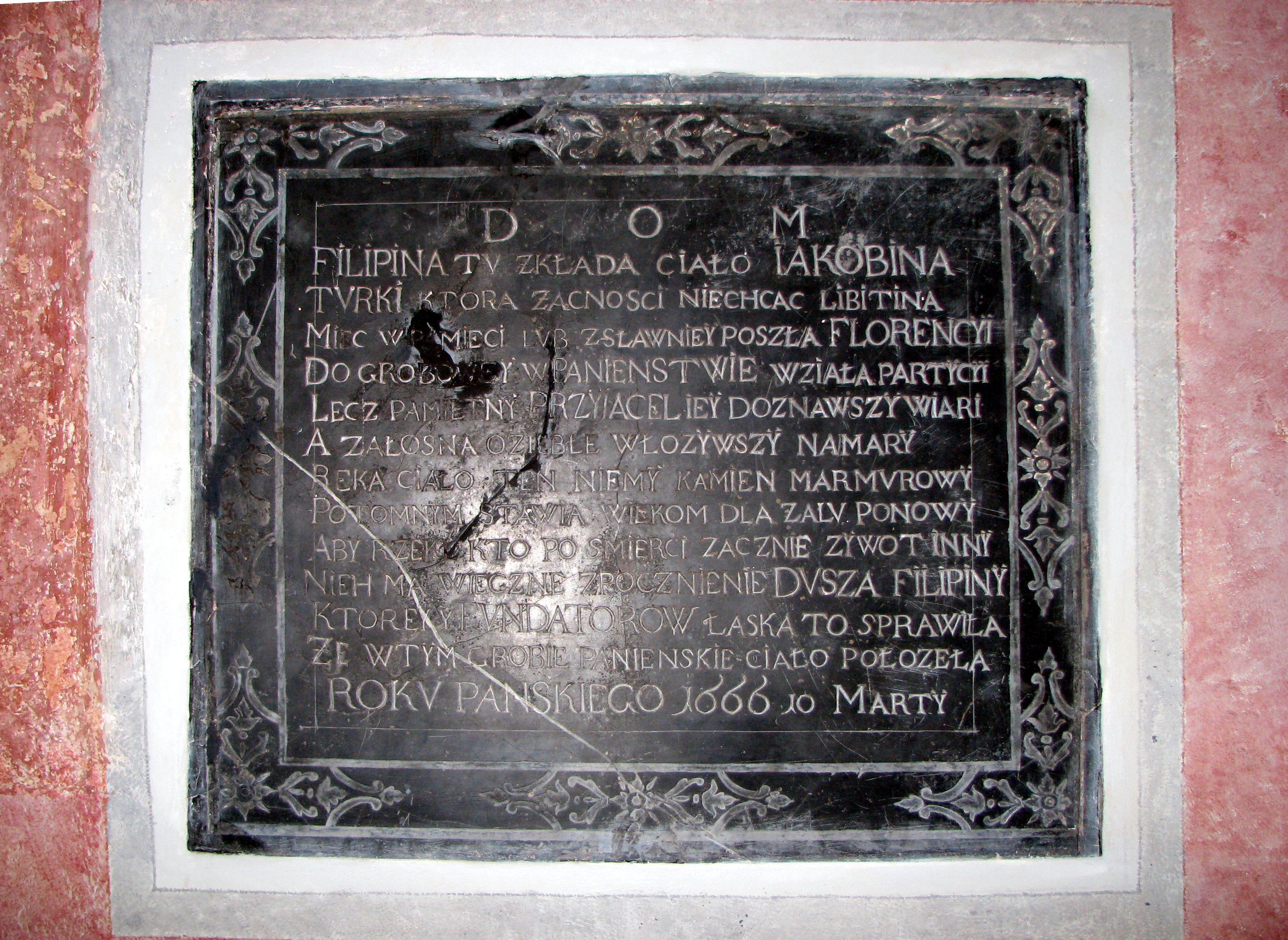
Tablica wmurowana w wejściu do kaplicy
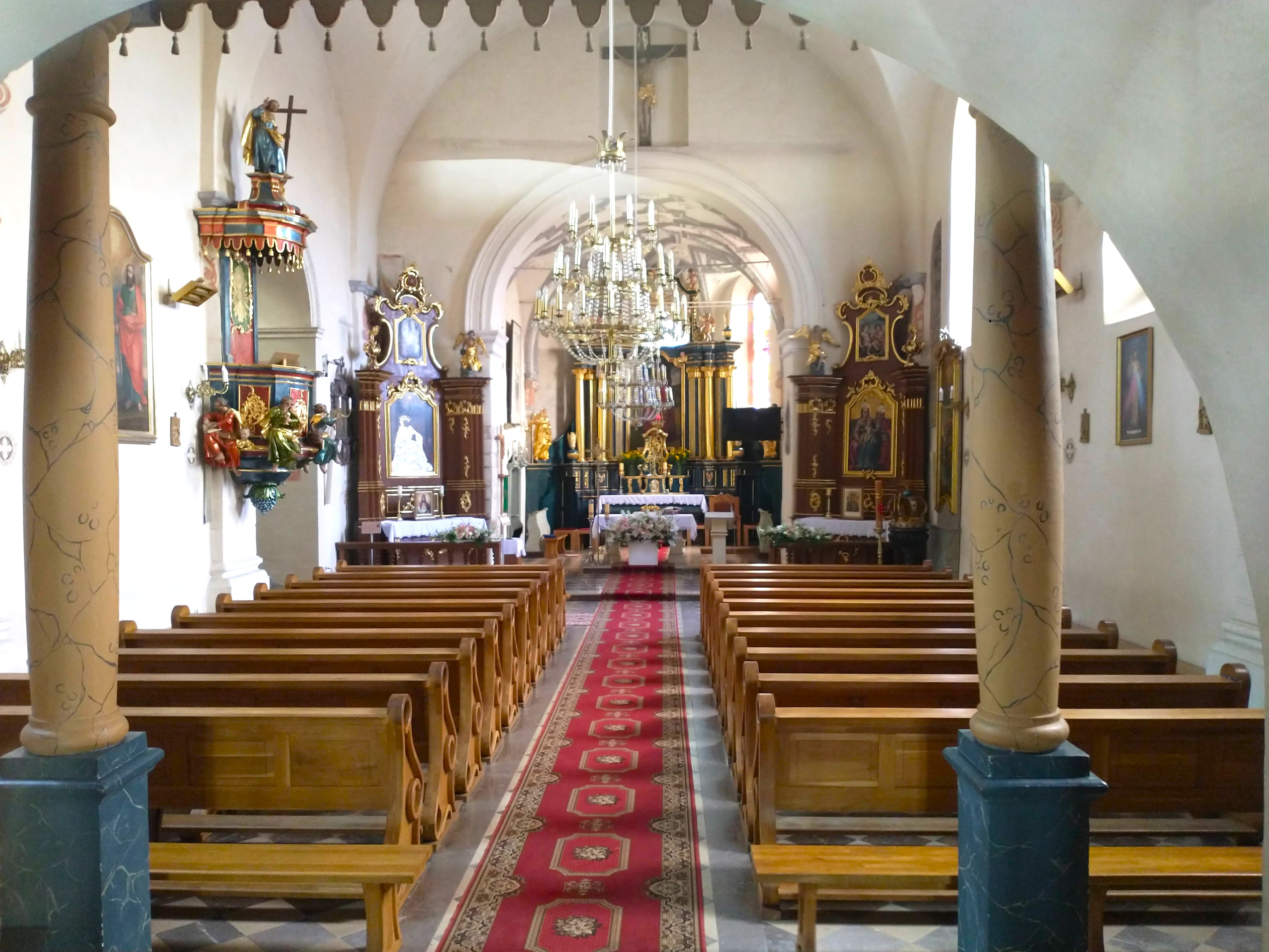
Wnętrze z ołtarzami
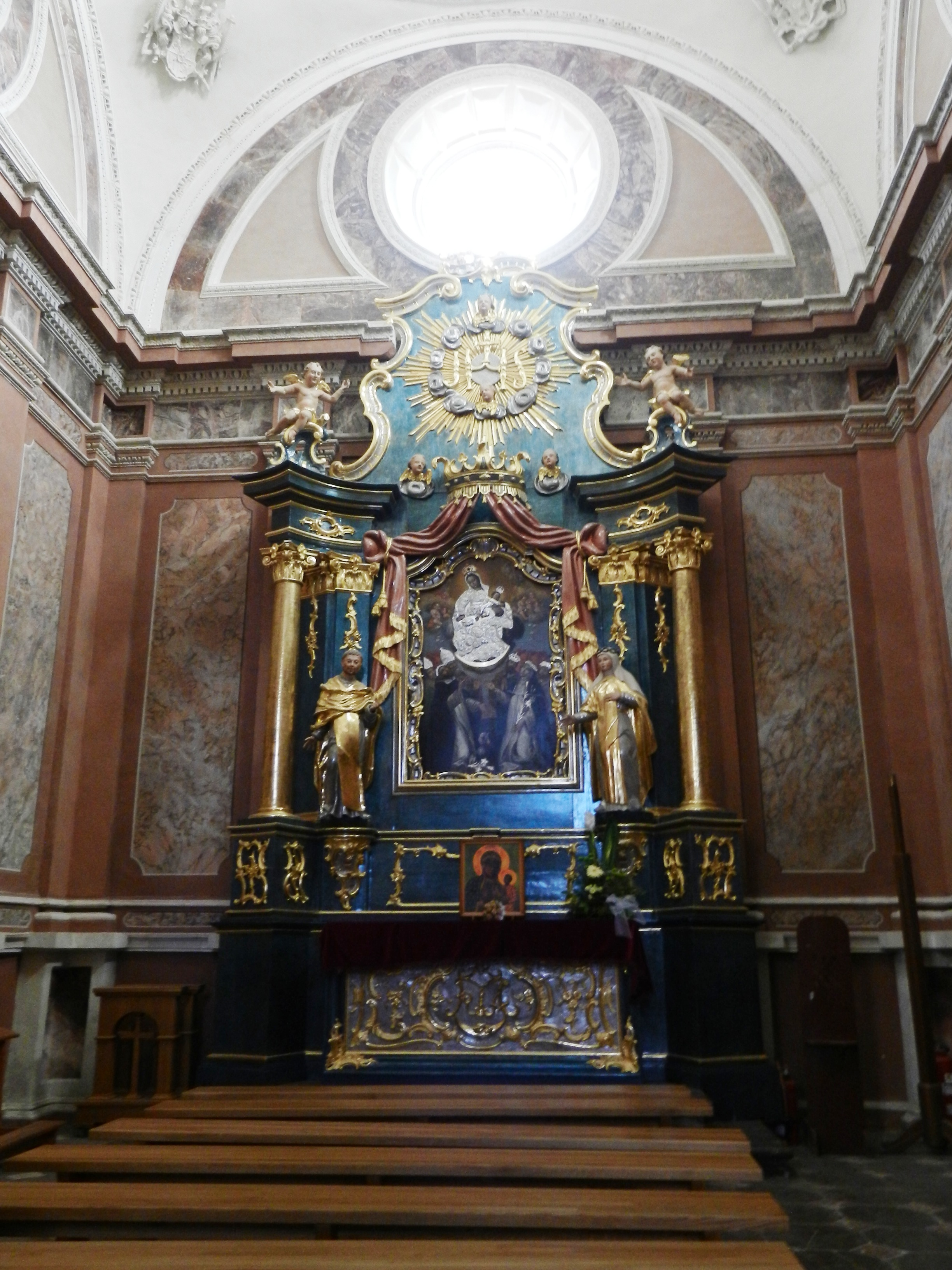
Ołtarz główny kaplicy
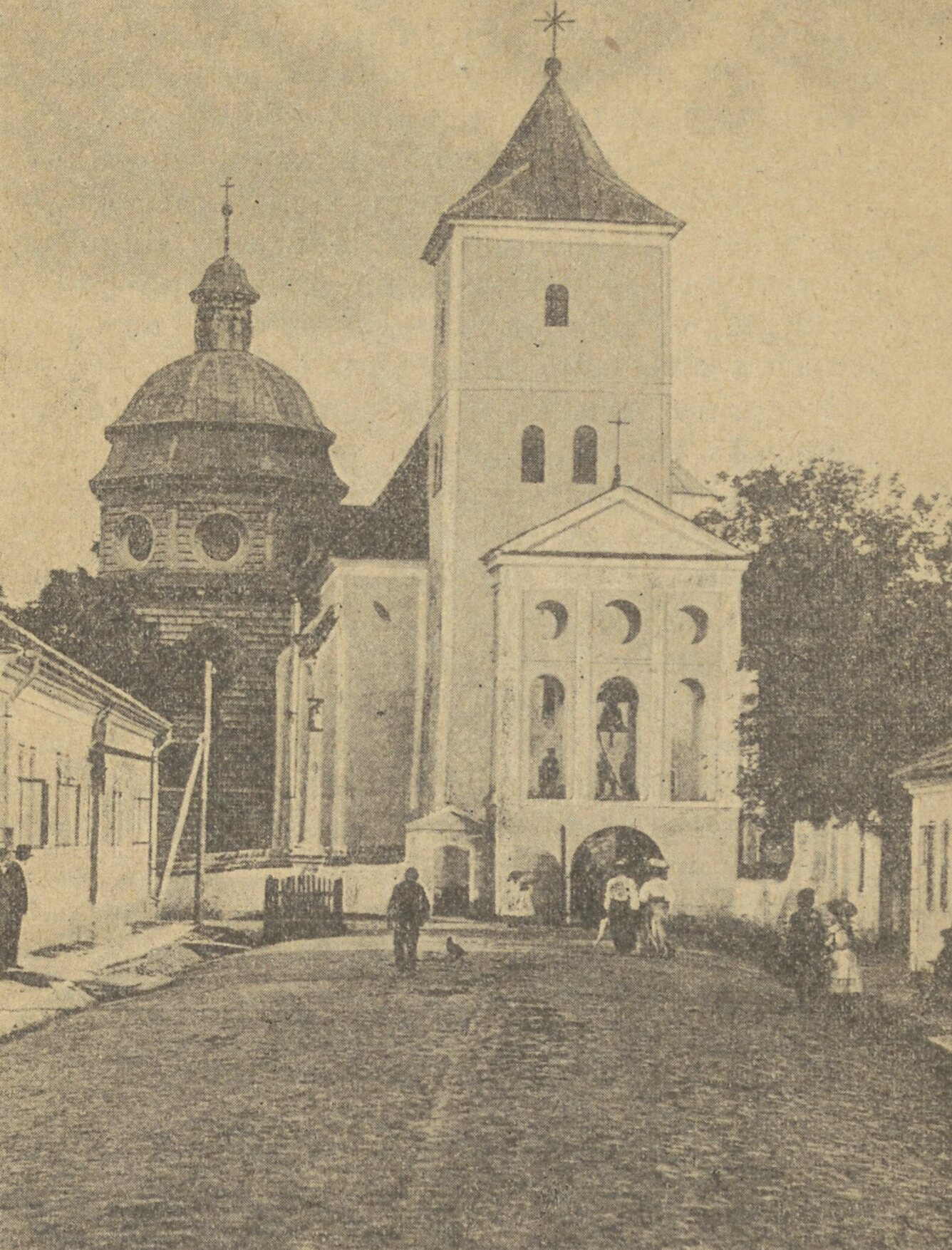
Kościół przed 1915

### Plebania i dzwonnica
W 1825 r. w zespole kościelnym wzniesiono plebanię skierowaną frontem do ul. Szpitalnej. W 1944 r. mieścił się w niej punkt szpitalny. W 1829 roku wzniesiono od zachodu dzwonnicę. Oba obiekty reprezentują styl klasycystyczny, zostały zaprojektowane przez inż. Feliksa Popławskiego. Na ścianie dzwonnicy znajduje się tablica poświęcona proboszczowi parafii Julianowi Brzozowskiemu.

### XX i XXI wiek
W 1907 r., dzięki staraniom ówczesnego proboszcza ks. Wawrzyńca Sieka, dostawiono od strony południowej boczną kruchtę w stylu eklektycznym. W tym samym stylu wzniesiono od strony północnej wolnostojący dom pogrzebowy (kostnicę). Całość zespołu kościelnego otoczona została grubym kamiennym murem z lokalnego kamienia. Zespół kościelny uniknął zniszczeń podczas działań wojennych prowadzonych w pierwszej połowie XX w. Kościół był restaurowany w 1972 r., a następnie w 1990 r., kiedy to ściany i sufit pokryto barwnymi malowidłami. Świątynię poddano gruntownej renowacji w latach 2001–2011.